# The Holloways
The Holloways sind eine vierköpfige Indie-Rock-Band, die 2004 in London, England, in einem Club in der Holloway Road gegründet wurde. Bisher haben sie mehrere Singles veröffentlicht, worunter der Song Generator sogar beim NME bei den Jahrescharts zu den besten Singles des Jahres 2006 auf Platz 16 fiel. Ihr Debütalbum So, This Is Great Britain? wurde am 30. Oktober 2006 auf einem amerikanischen Indie-Label veröffentlicht.
Unter anderem spielten sie auch als Vorgruppe von Bands wie Babyshambles oder The Kooks bei deren Touren.
Ihr Musikstil wird teilweise mit Calypso verglichen. In der Regel machen sie schnelle Musik.

## Diskografie

### Album
- So, This Is Great Britain? – 2006
- So, This Is Great Britain? (Special Edition) – 2007
- No Smoke, No Mirrors – 2009

### EPs
- Sinners and Winners EP – 2008

### Singles
- Two Left Feet – 2006: UK #33
- Generator – 2006: UK #30
- Dancefloor – 2006: UK #41
- Generator (Re-Issue) – 2007: UK #14